# 鳥取県専修学校一覧
鳥取県専修学校一覧（とっとりけんせんしゅうがっこういちらん）は、鳥取県の専修学校の一覧。

## 公立専修学校
文部科学省Webサイト内「公立専修学校一覧」より

### 鳥取市
- 鳥取県立歯科衛生専門学校
- 鳥取県立鳥取看護専門学校

### 倉吉市
- 鳥取県立倉吉総合看護専門学校
- 鳥取県立農業大学校

## 私立専修学校

### 鳥取市
- 一般社団法人鳥取県東部医師会附属鳥取看護高等専修学校（高等課程単置）
- 鳥取市医療看護専門学校
- 鳥取県理容美容専門学校
- 鳥取歯科技工専門学校

- 鳥取社会福祉専門学校
- あすなろ予備校（一般課程単置）
- あすなろ高等専修学校（高等課程単置）
- 鳥取予備校（一般課程単置）

### 米子市
- 米子ファッションビジネス学園（高等課程併設）
- 米子文化服装専門学校
- 若葉学習会専修学校（高等課程・一般課程併設）

- 日本海情報ビジネス専門学校
- YMCA米子医療福祉専門学校
- 国立病院機構米子医療センター附属看護学校

### 倉吉市
- 倉吉女子洋裁専修学校

### 東伯郡
- 中央高等学園専修学校（高等課程単置）

## 廃校
- 日本菌類専門学校（2005年休校[2]）
- 専門学校鳥取情報経理学院（2014年[3]）
- 鳥取県立保育専門学院（2015年）
- 鳥取ビジネス学院（2016年[4]）
- 公益社団法人鳥取県西部医師会附属米子看護高等専修学校（2020年）
- 専門学校米子ビューティーカレッジ（2021年）
- 一般社団法人鳥取県中部医師会附属倉吉看護高等専修学校（高等課程単置）（2022年）